# Francis Mokoto Hloaele
Francis Mokoto Hloaele est un homme politique lésothien né en 1955 à Leribe. Il est ministre de l'Intérieur depuis février 2019, ainsi que sénateur depuis juillet 2017.
Membre de l'Alliance des démocrates, il fut ministre de l'Énergie et de la Météorologie (2017-2019) ainsi que ministre du Plan (2015-2016). Il fut en outre député du Congrès démocratique dans la circonscription de Malibamatšo (élu en 2012 et 2015).
Il a étudié à l'Université nationale du Lesotho où il obtient un diplôme en comptabilité en 1982. Il a notamment travaillé pour la Banque centrale du Lesotho (1988-1997) ainsi que pour la Compagnie électrique du Lesotho (2007-2012).